# Juan Díaz Porlier
Juan Díaz Porlier (Cartagena de Indias, 1788 - La Corunya, 3 d'octubre de 1815) fou un militar espanyol membre d'una important família establerta a l'Amèrica espanyola.
El seu oncle, cèlebre oficial de l'Armada, Rosendo Porlier y Asteguieta se'n carregà d'ell a l'Havana i el portà a Espanya, Al seu costat participa en la batalla del Cap Finisterre i a la batalla de Trafalgar, embarcat en el navili Príncipe de Astúrias.
Després de la batalla, i veient que l'Armada ha quedat sense navilis, Porlier sol·licita el trasllat a l'Exèrcit, i al gener de 1806 esdevé capità en el Regiment d'Infanteria de Mallorca. La Guerra del francès el sorprèn, com a tinent coronel de Granaders i amb vint anys, en l'Exèrcit d'Extremadura que es dirigeix al Nord de la Península. El 10 de novembre de 1808 aquest exèrcit és derrotat per les forces imperials franceses a les portes de Burgos a la batalla de Gamonal, en la que queda aïllat de la resta de l'exèrcit i es dedicà a preparar els seus homes en la guerrilla, en la que lluità durant sis anys. En aquesta etapa, va rebre el malnom del Marquesito o el Marquesillo, ja que amb la finalitat de reunir voluntaris, es feia passar per nebot de Pere Caro Sureda, marquès de la Romana i heroi del retorn de la divisió espanyola enviada en suport de França a Dinamarca el 1807. Es va casar amb una germana del comte de Toreno, María Teresa, una mica més gran que ell, i amb la qual va tenir una filla, Juana, que va morir a Bilbao, el 23 de gener de 1814. Durant el desenvolupament de la guerra del Francès, Porlier va estar sempre molt atent a tot el que succeïa a la resta d'Espanya, mantenint corresponsals a diverses ciutats i rebent periòdics de tots aquells llocs.

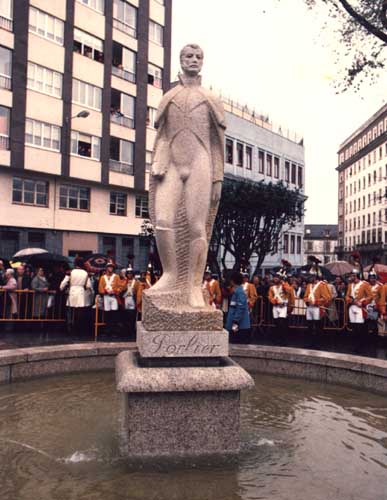
Monument a Porlier a La Corunya.

Acabà la guerra amb el grau de mariscal de camp. Descontent amb el fet que el retornat Ferran VII adoptés com a propi el Manifest dels Perses i vulnerés la Constitució espanyola de 1812, va organitzar converses amb altres companys seus, però fou traït pel seu propi secretari, Alconero. Detingut a Madrid, el 1814 fou traslladat a la Corunya i tancat al castell de Sant Antón, d'on sortí en presó atenuada per a prendre banys medicinals a Arteixo, residint a la casa d'un correligionari, Andrés Rojo del Cañizal, en la casa del qual prepara el pronunciamiento que inicià a la seva tornada a La Corunya la nit del 17 de setembre de 1815. Després es dirigí amb els revoltats a Santiago de Compostel·la amb intenció que les autoritats i cossos militars aquarterats se li unissin, però en un descans en el camí, a la Fonda de Deus, o de Viqueira, situada a l'entrada del poble d'Ordes, mentre escriu al costat del foc, és traït per un grup de sergents del 6è Regiment de Marina. Primer fou dut a Santiago de Compostel·la i d'allí a la Reial Audiència i Capitania de La Corunya, on el Capità General Felipe de Saint Marq el jutja i el condemna a mort. Fou penjat a La Corunya al Campo da Leña el 3 d'octubre de 1815. La seva vídua fou tancada en una cel·la d'un petit col·legi d'òrfenes a Betanzos (La Corunya) sota la custòdia del fanàtic absolutista Vicente Feliciano Faraldo, pare d'Antolín Faraldo Asorey.